# كأس السوبر الألباني 2002
بطولة كأس السوبر الألباني 2002 هي النسخة التاسعة من بطولة كأس السوبر الألباني ، لعب يوم 14 سبتمبر 2002 في الاستاد الوطني بتيرانا ، بين فريق تيرانا الفائز بكأس ألبانيا وفريق دينامو تيرانا الفائز بالدوري. وقد انتهت المباراة بفوز تيرانا بالمباراة بنتيجة 6–0 ليحصد لقبه الثالث في تاريخ البطولة.

## التفاصيل
| تيرانا                                                           | 6–0 | دينامو تيرانا |
| ---------------------------------------------------------------- | --- | ------------- |
| باتوشي 14' · بولكو 21' · ماهر 38'، 46' · تشافا 51' · تافاي 90+2' |     |               |

| الحكام المساعدون: سوكول أفدو أنور الحكم الرابع: | قوانين المباراة - 90 دقيقة. - 30 دقيقة من الوقت الإضافي إذا لزم الأمر. - ركلات جزاء ترجيحية إذا استمرت النتيجة متعادلة. |